# Joseph C. S. Blackburn
Joseph C. S. Blackburn (Spring Station, 1838. október 1. – Washington, 1918. szeptember 12.) az Amerikai Egyesült Államok szenátora (Kentucky, 1885–1897 és 1901–1907).